# 名鉄サ40形電車
名鉄サ40形電車（めいてつサ40がたでんしゃ）は、かつて名古屋鉄道で運用されていた電車（付随車）である。
太平洋戦争末期、軍需輸送がさらに増加し輸送力強化が重要視されていた。しかし、資材不足で新規の車両は製造できない状態となっていた。そのため、一部の貨車を改造し付随車化。輸送力強化が計られた。1944年（昭和19年）、元尾西鉄道の有蓋車ワ200のうち204 - 207を自社改造。窓の設置などを行い、サ40形（41 - 44）として竣工する。有蓋車の扉を転用した扉を中央に配し、側面窓配置は2D2であった。座席は設置されていなかった。広見線では、サ60形と共にモ1300形に牽引されていた。
1947年（昭和22年）に貨車（ワフ200）に再改造された。